# 1958 في السويد
فيما يلي قوائم الأحداث التي وقعت خلال عام 1958 في السويد.

## رياضة
- 1 يناير – بطولة أوروبا لألعاب القوى 1958
- 1 يناير – كأس العالم لكرة القدم 1958 الفائز منتخب البرازيل لكرة القدم.

## أفلام
من الأفلام التي صدرت هذه السنة في السويد:
- 1 يناير – الساحر من إخراج إنغمار برغمان.

## مواليد

### يناير
- 29 يناير – ليف اندريه ممثل سويدي.

### فبراير
- 13 فبراير – بيرنيلا أوغست
- 15 فبراير – ليف ساندول لاعب كرة قدم سويدي.

### أبريل
- 8 أبريل – ريكارد وولف ممثل سويدي.
- 23 أبريل – ماغنوس أندرسون لاعب كرة قدم سويدي.

### مايو
- 3 مايو – سمير بريخو رائد أعمال لبناني.
- 30 مايو – ماري فريدريكسون

### أبريل
- 23 أبريل – هينوك أبراهامسون (مواليد 1909) لاعب كرة قدم سويدي.

### مايو
- 27 مايو – غوستاف ساندبرغ (مواليد 1888) لاعب كرة قدم سويدي.

### أغسطس
- 5 أغسطس – كارل ويسترغرين (مواليد 1895) مصارع هاوي سويدي.